# Journal of Engineering Education
Journal of Engineering Education — щоквартальний рецензований академічний науковий журнал, заснований в 1910 році, що висвітлює дослідження з інженерної освіти, який публікує Американське товариство інженерної освіти у видавництві Wiley-Blackwell.
Імпакт-фактор (2022): 3,4. Відповідно до Journal Citation Reports (Clarivate, 2023) журнал має наступні місця в рейтингах:
- 73/269 "Освіта та освітні дослідження (соціальні науки)"
- 14/42 "Освіта, наукові дисципліни (наука)"
- 32/91 "Інженерія, багатопрофільна (наука)"

## Про журнал
Journal of Engineering Education присвячений популяризації досліджень у галузі інженерної освіти від дошкільної до післядипломної професійної освіти.
Journal of Engineering Education прагне допомогти визначити та сформувати сукупність знань, отриманих у результаті наукових досліджень, які призводять до своєчасного та значного вдосконалення інженерної освіти в усьому світі.
Journal of Engineering Education служить для культивування, розповсюдження та архівування наукових досліджень у галузі інженерної освіти.

## Реферування та індексування
Журнал реферується та індексується за:
- Індекс наукового цитування
- Індекс цитування соціальних наук
- Актуальний зміст /Інженерія, обчислювальна техніка та технології
- Поточний зміст/Соціальні та поведінкові науки
- EBSCOhost
- Scopus